# Mycena alphitophora
Mycena alphitophora är en svampart som först beskrevs av Miles Joseph Berkeley, och fick sitt nu gällande namn av Pier Andrea Saccardo 1887. Mycena alphitophora ingår i släktet Mycena och familjen Mycenaceae.   Inga underarter finns listade i Catalogue of Life.